# ده کلم
ده کلم (به هلندی: De Klem) یک منطقهٔ مسکونی در هلند است که در استرین واقع شده‌است.